# Ornithogalum divergens
Ornithogalum divergens là một loài thực vật có hoa trong họ Măng tây. Loài này được Boreau mô tả khoa học đầu tiên năm 1847.